# إمبراطورية الخمير

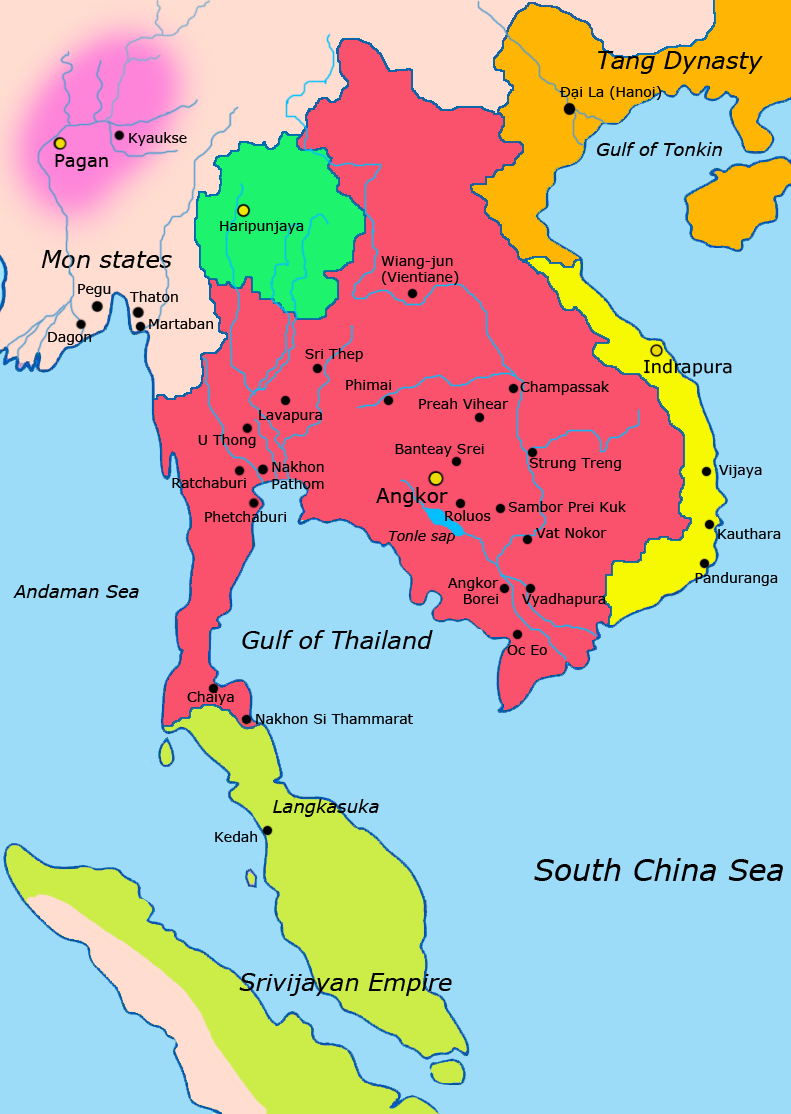
إمبراطورية الخمير وجيرانها في أقصى اتساعها، عام 900م.

إمبراطورية الخمير (باللغة الخميرية:ចក្រភពខ្មែរ)، ويطلق عليها العرب قديما (قمار أو قمارى)، وهي مملكة قامت في بلاد الهند الصينية بين القرن التاسع والخامس عشر. بلغت الإمبراطورية قمتها في القرن الثاني عشر. كانت إمبراطورية الخمير إحدى أقوى الإمبراطوريات في جنوب شرق آسيا. وفي بعض الأحيان حكمت الإمبراطورية، المنبثقة من مملكة تشينلا السابقة، و/أو خضع لسيطرتها أجزاء من البلاد المعروفة في يومنا هذا بـ لاوس وتايلاند وفيتنام وبورما وماليزيا. وإرثها الأكبر هي أنغكور، والمعروفة في هذه الأيام بدولة كمبوديا، والتي كانت تمثل العاصمة في أثناء ذروة تلك الإمبراطورية. وتشهد أنغكور على قوة إمبراطورية الخمير وثروتها الهائلة، إضافة إلى تنوع المعتقدات التي كانت تتبناها من آن لآخر. وشملت الأديان الرسمية لإمبراطورية الخمير الهندوسية وبوذية ماهايانا حتى سادت بوذية سيرفادا حتى بين الطبقات العاملة بعد قدومها من سريلانكا في القرن الثالث عشر. وكشفت الأبحاث التي أجريت على صور الأقمار الصناعية مؤخرًا أن أنغكور كانت أكبر مركز حضري في العالم قبل الثورة الصناعية.
كما أن تاريخ أنغكور، كمنطقة مركزية لاستقرار مملكة كامبوجاديسا التاريخية، يعكس أيضًا تاريخ الخمير من القرن التاسع حتى القرن الثالث عشر.
لم تتبق أي سجلات مكتوبة من كامبوجا ذاتها؛ وأيضًا من منطقة أنغكور غير بعض النقوش الحجرية. لذلك فإن المعلومات الحالية عن حضارة مملكة الخمير التاريخية مستمدة في المقام الأول من:
- الحفريات الأثرية وإعادة البناء والاستكشافات
- النقوش الحجرية (وأهمها شواهد المعابد)، التي تدل على التوجهات السياسية والدينية للملوك
- بعض النقوش في سلسلة من جدران المعابد التي تصور المسيرات العسكرية والحياة في القصر ومشاهد السوق والحياة اليومية للسكان
- تقارير وسجلات الدبلوماسيين والتجار والمسافرين الصينيين.

عادة ما يرجع تاريخ بداية عصر إمبراطورية الخمير إلى عام 802 م. ففي هذا العام، أعلن الملك جايافارمان الثاني نفسه شاكرافارتين («ملك العالم» أو «ملك الملوك») في فنوم كولن.

## التاريخ

### التكون والنمو

#### جيافارمان الثاني– مؤسس أنغكور
طبقًا لنقوشات سدوك كوك ثوم، قرابة عام 781 كانت إندرابورا أول عاصمة لجيافارمان الثاني، وقد وقعت في بانتياي بري نوكور، بالقرب من كامبونج تشام الحالية. بعد عودته إلى وطنه، مملكة تشينلا السابقة، تمكن سريعًا من فرض سيطرته، إذ حارب العديد من الملوك المنافسين، وفي عام 790 أصبح ملكًا لمملكة تُدعى «كمبوجا» بالقرب من الخمير. نقل مقر حكمه لاحقًا إلى الشمال الغربي في ماهيندرابارفاتا، باتجاه الداخل إلى الشمال من بحيرة تونلي ساب الكبرى.
يعتبر الكثيرون أن جيافارمان الثاني (802–835) هو الملك الذي وضع أساسات حقبة أنغكور في التاريخ الكمبودي، بداية من مراسم الإحرام الجليلة التي أداها في عام 802 على جبل ماهيندرابارفاتا المقدس، المعروف الآن بفنوم كولين، للاحتفال باستقلال كمبوجا من السيطرة الجاوية. أثناء المراسم أُعلن الأمير جيافارمان الثاني ملكًا عامًا (في الكمبودية: Kamraten jagad ta Raja) أو ملك إله (في السنسكريتية Deva Raja).  أعلن نفسه شاكرافارتي في مراسم أُخذت من التقاليد الهندوسية، وبالتالي لم يصبح فقط مُنصّب إلهيًا وبالتالي حاكمًا لا اعتراض عليه، ولكنه أعلن أيضًا في الوقت ذاته استقلال مملكته عن جاوة. طبقًا لبعض المصادر، فقد استقر جيافارمان الثاني لبعض الوقت في جاوا خلال حكم سلالة سيلندرا، أو «أسياد الجبال»، لذلك فقد استُجلب مفهوم ديفا راجا أو الملك الإله من جاوة. في ذلك الوقت، امتد حكم سلالة سيلندرا ظاهريًا عبر جاوة وسومطرة وشبه جزيرة ملايو وأجزاء من كمبوديا حول دلتا الميكونغ.
عُرفت المعلومات الأولى التي تخص جيافارمان الثاني من خلال النقش الحجري K.235 الموجود على عمود في معبد سدوك كوك ثوم، بمنطقة إيسان، ويعود تاريخه إلى عام 1053. إذ يحكي عن قرنين ونصف من الخدمة التي قدمها أفراد العائلة المؤسسة للمعبد إلى حكم خمير، بشكل أساسي ككبار لكهنة الديانة الشيفاوية الهندوسية.
طبقًا لأحد التأويلات الكلاسيكية المعترف بها، كان جيافارمان الثاني أميرًا عاش أثناء حكم سلالة سيلندرا في جاوة وجلب إلى وطنه في كمبوديا الفن والثقافة المرتبطين بحكم سلالة سيلندرا الجاوية. روجعت تلك النظرية الكلاسيكية بواسطة العديد من الباحثين الجدد مثل كلود جاك ومايكل فيكرى اللذين لاحظا أن إمبراطورية خمير قد استخدمت مصطلح chvea لوصف جيرانهم التشام. إضافة إلى ذلك، بدأ العمل السياسي لجيافارمان في فياضابورا (وربما بانتياي بري نوكور) في شرق كمبوديا، ما يجعل السيناريو الخاص بالتواصل القديم مع التشامبا (حتى من خلال المناوشات، كما تقترح النقوشات) مقبولًا أكثر من السيناريو الخاص بالإقامة الطويلة في جاوة البعيدة. أخيرًا، تُظهر العديد من المعابد القديمة في فنوم كولين كل من التأثيرات التشامية (مثل براسات دامراي كراب) والجاوية (مثل «معبد الجبل» الأولي الخاص بأرام رونج سين وبراسات ثمار دال)، حتى لو بدا توزيعهم غير المتماثل مماثلًا لما يخص خمير.
خلال السنوات التالية، وسّع جيافارمان الثاني من رقعة الأراضي التي يحكمها، وانتقل لاحقًا خلال فترة حكمه إلى ماهيندرابارفاتا وأسس لعاصمته الجديدة هاريهارالايا بالقرب من بلدة رولوس في كمبوديا حاليًا. وضع بالتالي حجر الأساس لأنغكور، والتي تقع على بعد 15 كيلومتر تقريبًا إلى الشمال الغربي. مات جيافارمان الثاني في عام 835 وخلفه ابنه جيافارمان الثالث. مات جيافارمان الثالث في عام 877 وخلفه ابنه إندرافارمان الأول.
استمر خلفاء جيافارمان الثاني في توسعة منطقة كمبوجا. تمكن إندرافارمان الأول (حكم 877–889) من توسيع المملكة دون حروب وبدأ مشاريع شاملة للبناء، والتي أصبحت ممكنة بفضل الثروة التي تحققت من التجارة والزراعة. في المقدمة جاءت معابد برياه كو وأعمال الري. طور إندرافارمان الأول من هاريهارالايا كثيرًا عن طريق إنشاء باكونغ في عام 881 تقريبًا. تظهر باكونغ بالتحديد تشابهًا شديدًا مع معبد بوروبودور في جاوا، ما يدعم بشدة من احتمالية كونها نموذجًا أوليًا لباكونغ. لا بد أنه كان هناك تبادلًا للمسافرين، إن لم يكن تبادلًا للبعثات، بين مملكة الخمير وسلالة سيلندرا في جاوا، لتنتقل إلى كمبوديا الأفكار بالإضافة إلى التفاصيل المعمارية والتقنية.

### ياسوضارابورا- أول مدن أنغكور
جاء بعد إندرافارمان الأول ابنه ياسوفارمان الأول (حكم 889 – 915)، والذي أسس عاصمة جديدة، ياسوضارابورا- أول مدن أنغكور. بُني المعبد الرئيسي للمدينة على فنوم باخينغ، وهي تلة ترتفع قرابة 60 مترًا عن المستوى الذي تقع فيه أنغكور. أُنشأ أيضًا باراي الشرقي أثناء حكم ياسوفارمان الأول، وهو خزان مياه عملاق بأبعاد 7.1 × 1.7 كيلومتر.
في بداية القرن العاشر، انقسمت المملكة. أسس جيافارمان الرابع عاصمة جديدة في كوه كير، والتي تقع على بعد 100 كيلومتر تقريبًا شمال شرق أنغكور، وتُدعى لينغابورا. أثناء حكم راجيندرافارمان الثاني (حكم  944–968) أُعيد القصر الملكي إلى ياسوضارابورا. تابع مسيرة مشروعات البناء الشاملة التي نفذها الملوك السابقون وأنشأ العديد من المعابد في منطقة أنغكور، من بينها ميبون الشرقي، وهو معبد يقع على جزيرة صناعية في منتصف باراي الشرقي، بالإضافة إلى العديد من المعابد البوذية، مثل بري روب وبعض الأديرة. في عام 950، نشبت أول حرب بين كمبوجا ومملكة تشامبا في الشرق (في وسط فيتنام الحالية).
حكم جيافارمان الخامس، ابن راجيندرافارمان الثاني، منذ عام 968 وحتى 1001. بعد نجاحه في جعل نفسه ملكًا على بقية الأمراء، كانت فترة حكمه فترة سلام، تميزت بالرخاء والازدهار الثقافي. أسس عاصمة جديدة تقع إلى الغرب قليلًا من عاصمة والده وأسماها جايندراناجاري؛ كان معبد الدولة، تا كيو، يقع إلى الجنوب. أثناء حكم جيافارمان الخامس عاش الفلاسفة والباحثون والفنانون. أُنشأت أيضًا معابد جديدة: كان أكثرها أهمية بانتي سري، الذي اعتُبر من بين المعابد الأجمل والأبدع في أنغكور، بالإضافة إلى تا كيو، الذي يُعتبر المعبد الأول في أنغكور الذي بُنى بالكامل من الحجر الرملي.
بعد وفاة جيافارمان الخامس، حل عقد من النزاعات. حكم ثلاثة ملوك في نفس الوقت كخصوم حتى تمكن سوريافارمان (حكم 1006 – 1050) من الوصول إلى العرش. أقام سوريافارمان الأول علاقات دبلوماسية مع سلالة تشولا من جنوب الهند. أرسل سوريافارمان الأول عجلة حربية كهدية لإمبراطور التشولا راجاراجا تشولا الأول. اتسمت فترة حكمه بالمحاولات المتكررة من منافسيه للتخلص منه بالإضافة إلى الاجتياحات العسكرية. نجح سوريافارمان في السيطرة على مدينة أنغكور وات عاصمة خمير. في الوقت ذاته، دخلت أنغكور وات في نزاع مع مملكة تامبرالينغا في شبه جزيرة ملايو. بعبارات أخرى، كان هناك صراع ثلاثي على أرض جنوب شرق آسيا. بعد نجاحه في الصمود أمام العديد من الاجتياحات من أعدائه، طلب سوريافارمان المساعدة من إمبراطور التشولا القوي راجندرا تشولا الأول من سلالة تشولا في مواجهة مملكة تامبرالينغا. بعد معرفتهم بتحالف سوريافارمان مع راجندرا تشولا، طلبت مملكة تامبرالينغا المساعدة من ملك السريفيجايا سانغراما فيجاياتونجافارمان.
أدى ذلك في النهاية إلى دخول إمبراطورية التشولا في صراع مع إمبراطورية السريفيجايا. انتهت الحرب بانتصار سلالة التشولا وإمبراطورية خمير، وتكبدت إمبراطورية السريفيجايا ومملكة تامبرالينغا خسائر فادحة. بنُي أيضًا هذا التحالف على تقارب ديني كبير، إذ كان كل من التشولا والخمير من الهندوس الشيفاويين، بينما كان التامبرالينغا والسريفيجايا من البوذيين المهايانا. هناك بعض الدلائل التي تشير إلى أنه قبل تلك الأحداث أو ربما بعدها، أرسل سوريافارمان الأول عربة حربية كهدية إلى راجندرا تشولا الأول، ربما بغرض تسهيل التجارة أو التحالف. كانت فيرالاكشمي هي زوجة سوريافارمان الأول، وبعد وفاته في عام 1050، خلفه أوداياديتيافارمان الثاني، الذي بنى بافون وغرب باراي. في عام 1074، نشب صراع بين هارشافارمان الثالث ملك التشولا وهاريفارمان الرابع.

## صور

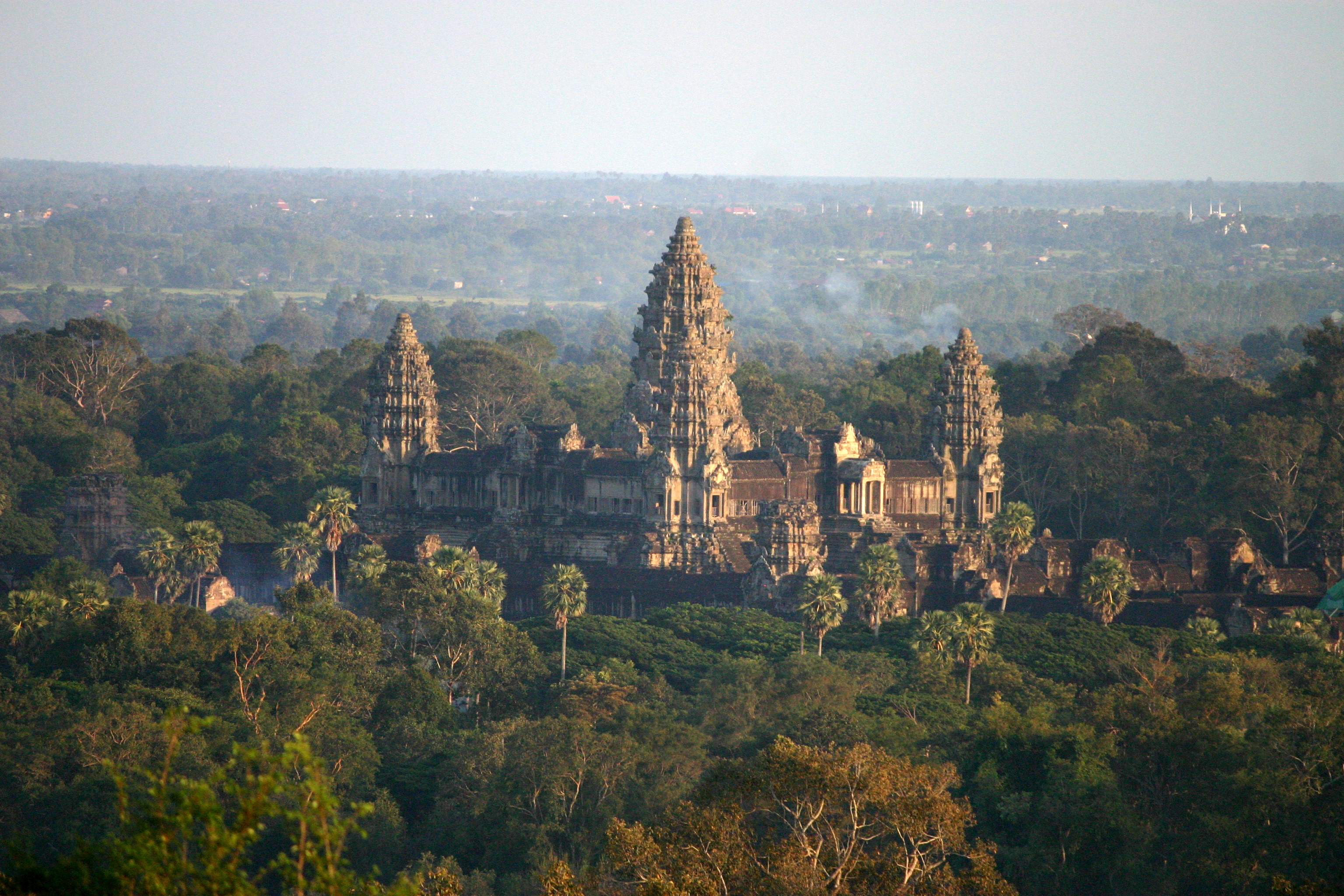
معبد أنغكور وات.
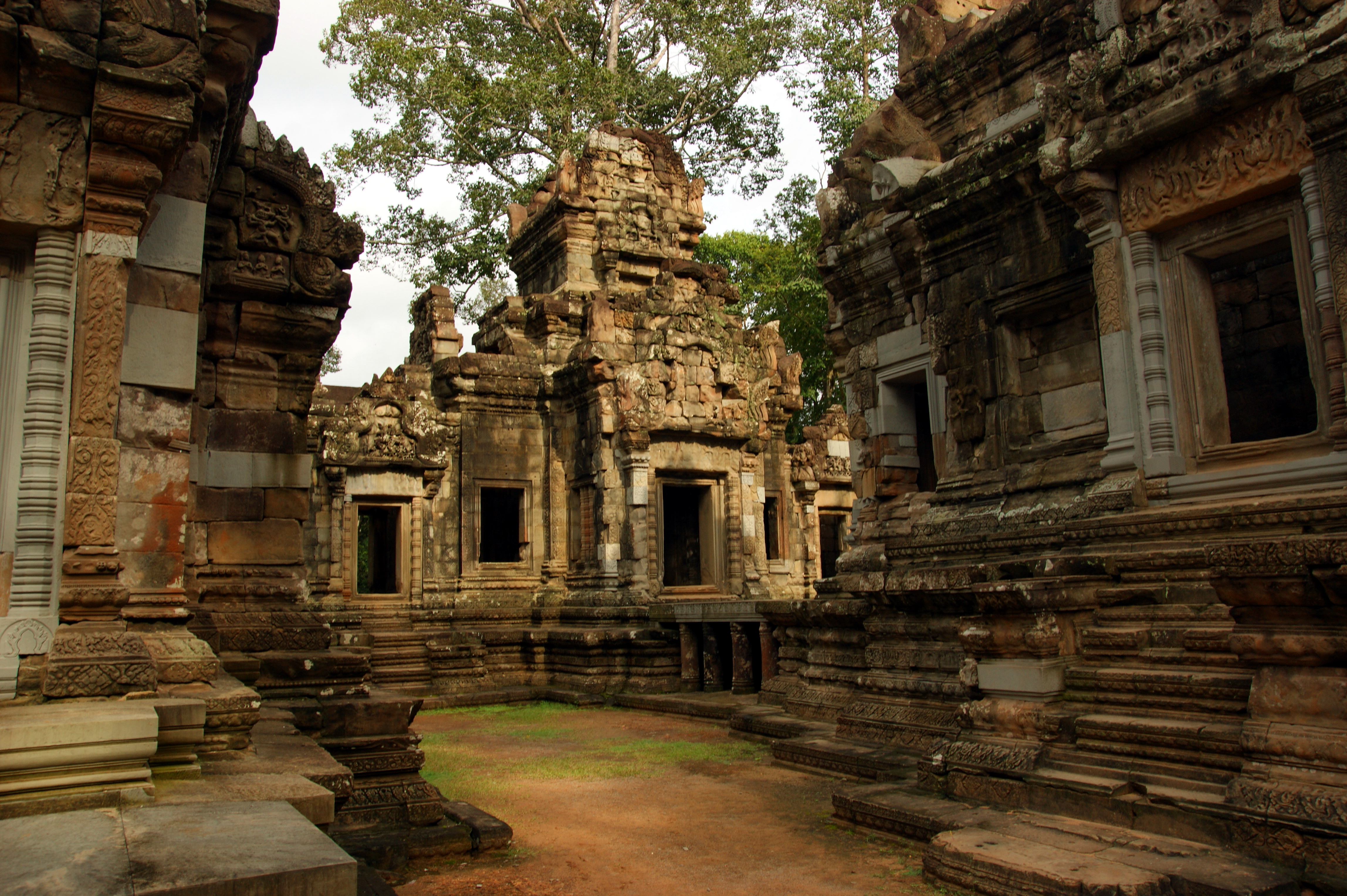
معبد أنغكور تشاو، في مدينة أنغكور عاصمة إمبراطورية الخمير.
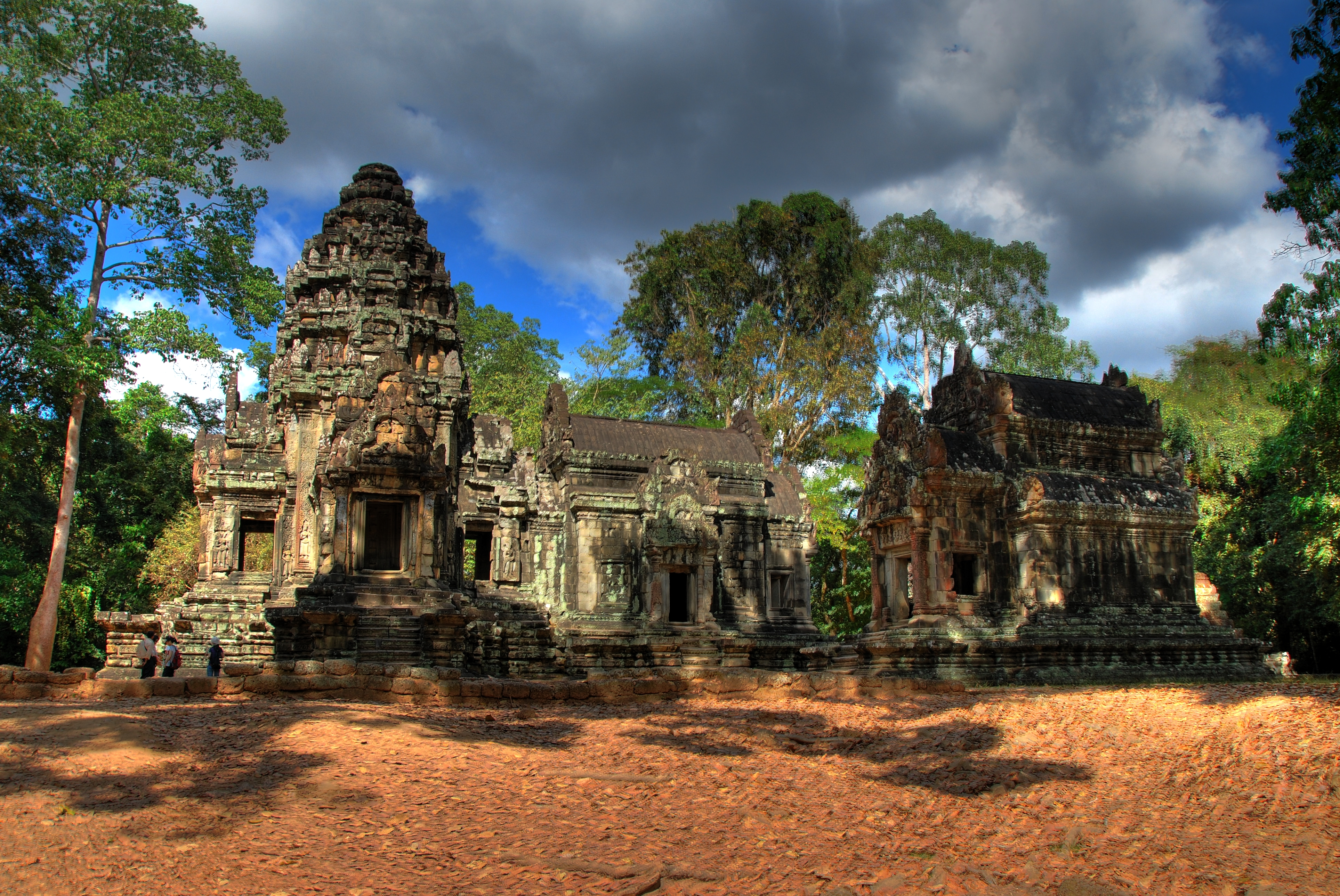
أنغكور تشاو.
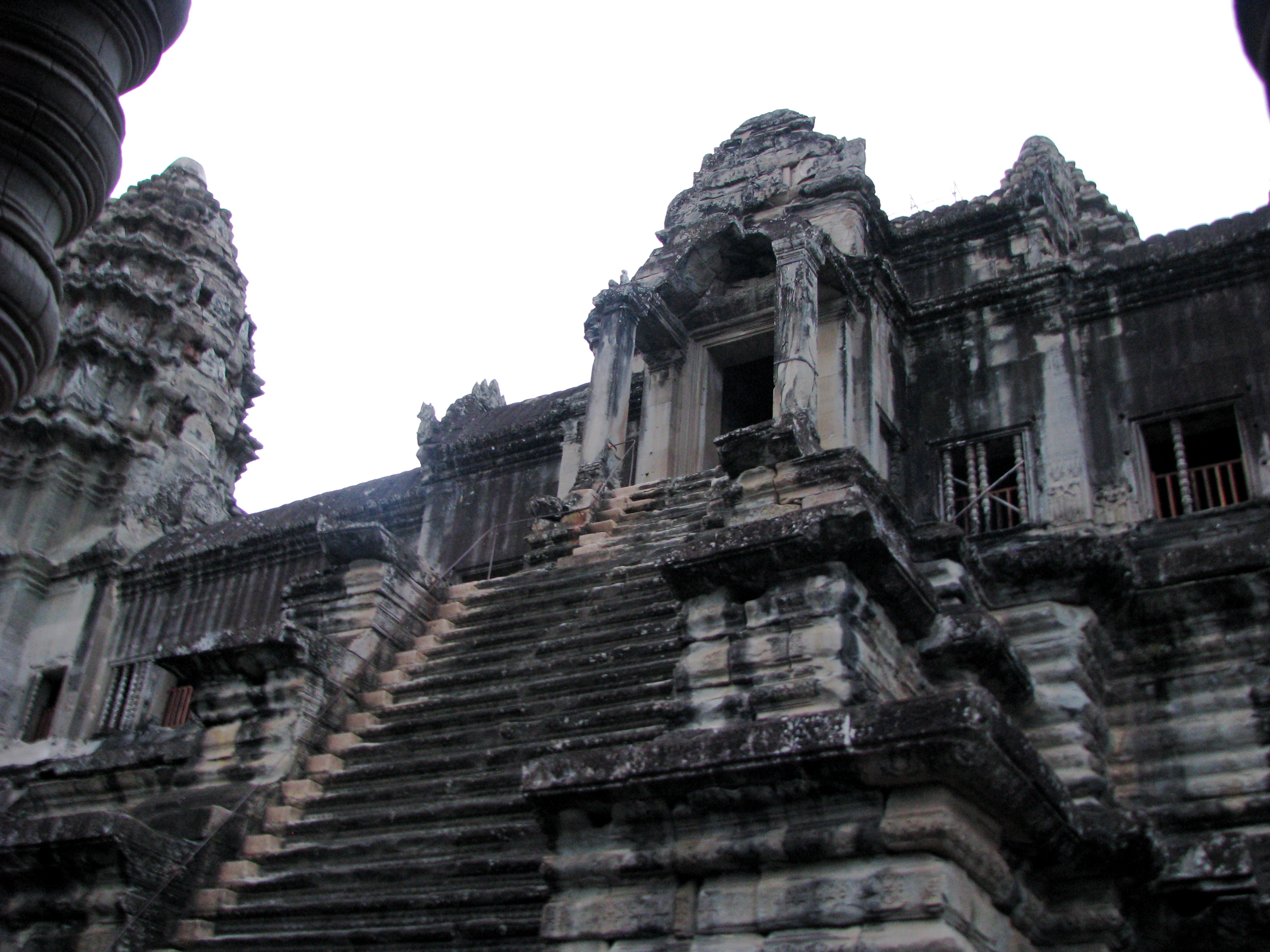
درج أنغكور وات الرئيسي.
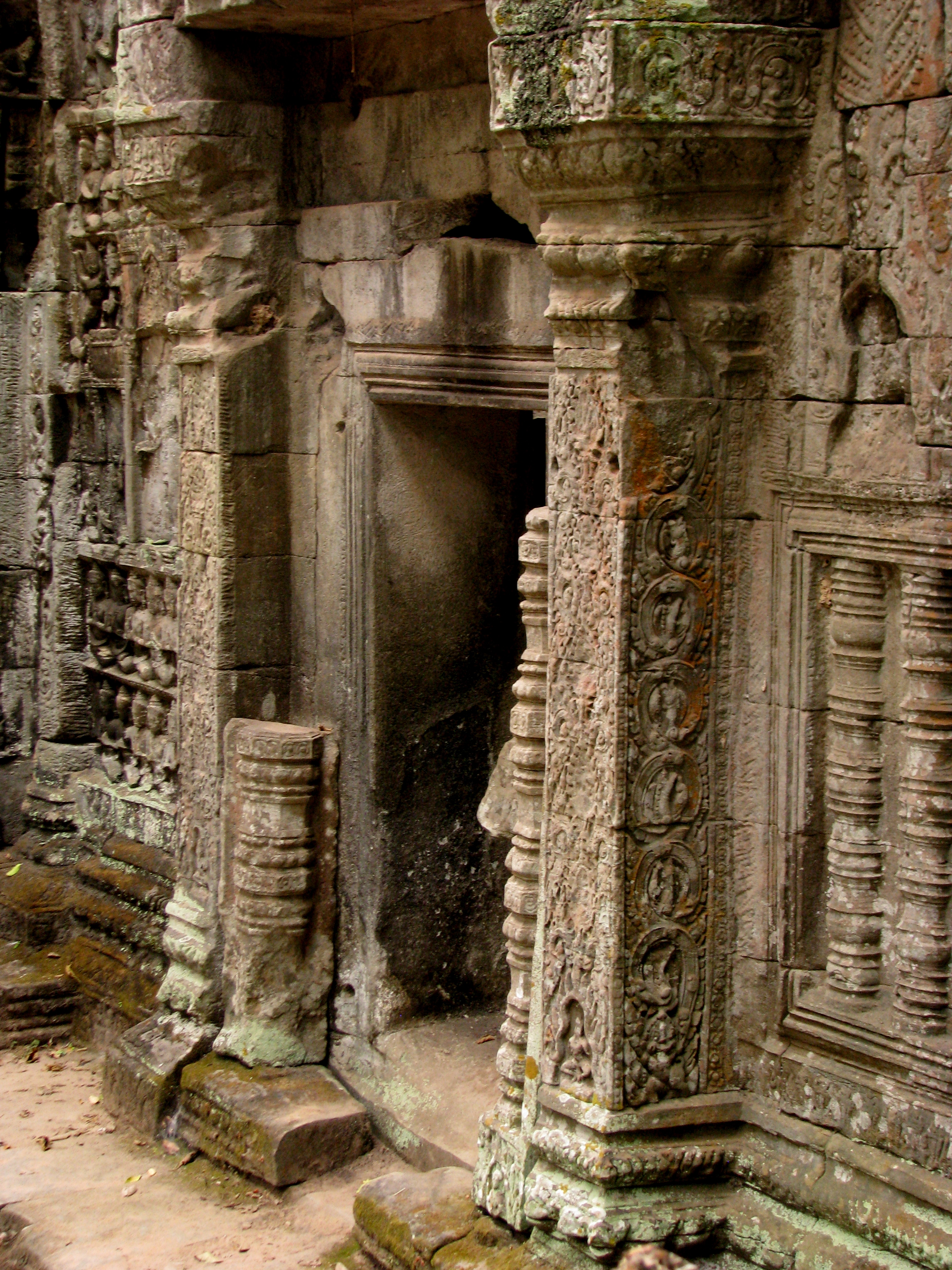
معبد تا بروم في أنقاض أنغكور القديمة.
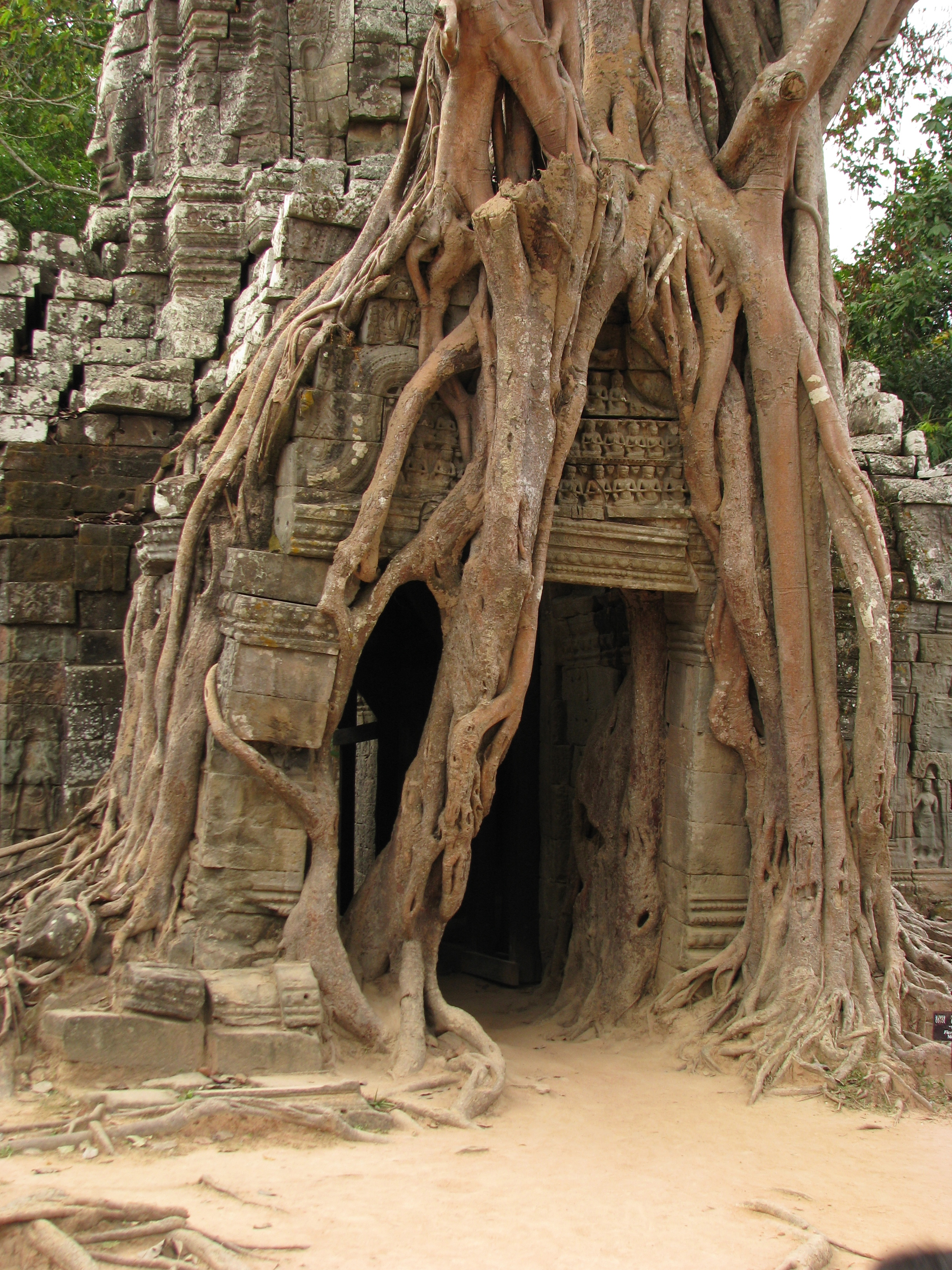
معبد تام سوم بأنغكور.
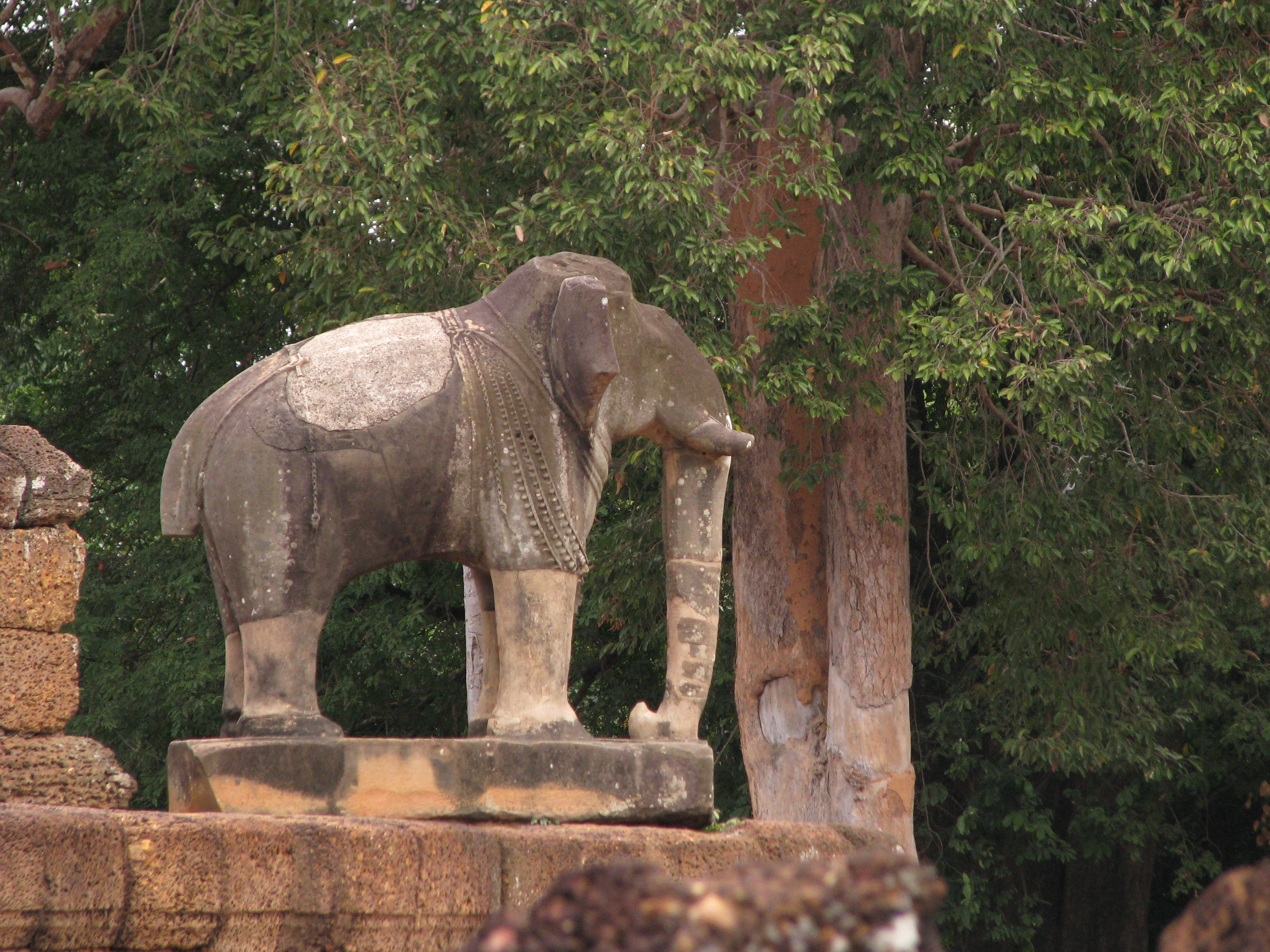
معبد ميبون الشرقي في أنغكور.
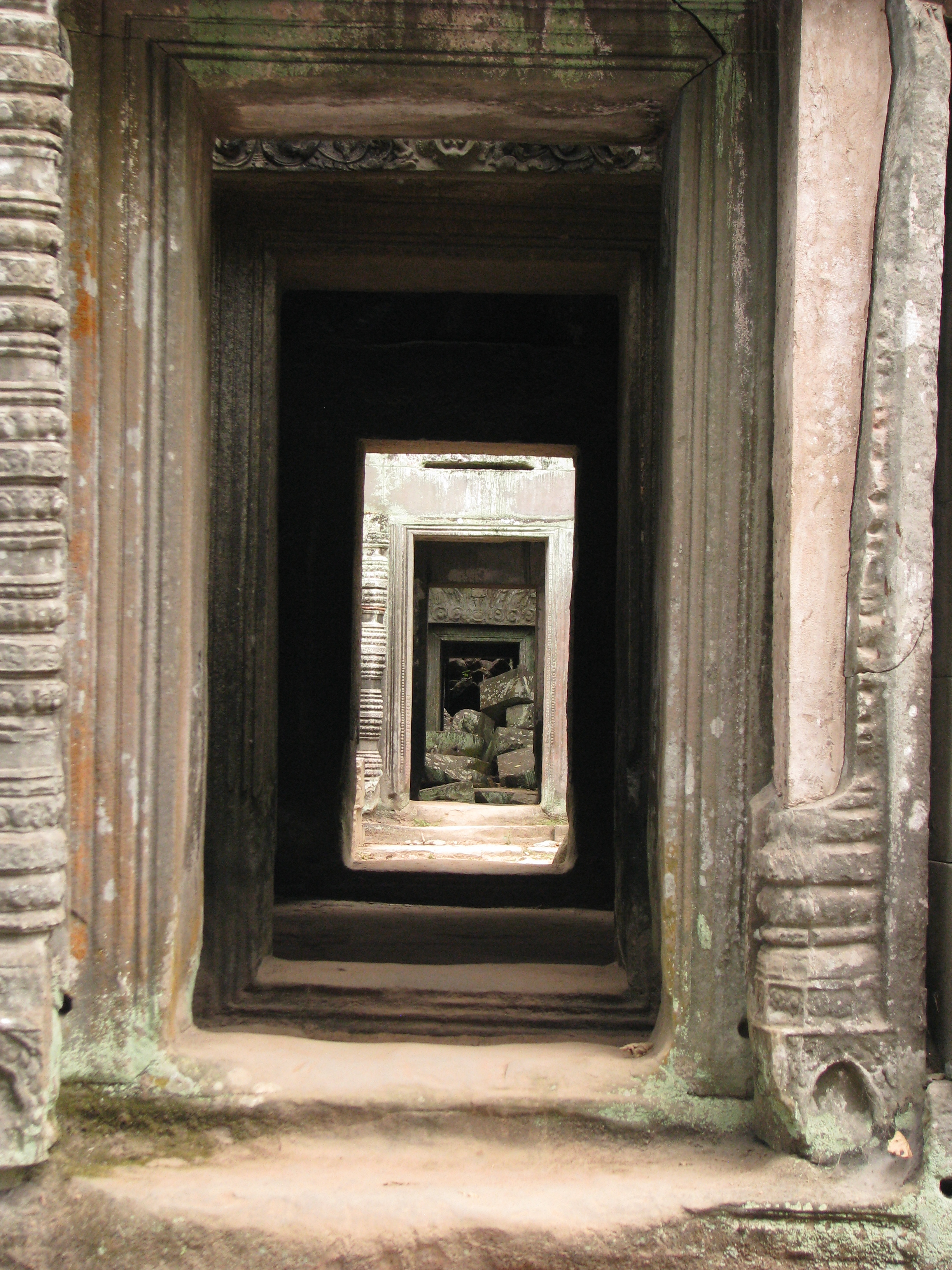
ممرات معبد تا بروم في أنغكور.